# Aristillus (crater)
Aristillus este un crater de impact pe fața vizibilă a Lunii. În mod oficial, numele său a fost adoptat de Uniunea Astronomică Internațională (UAI) în anul 1935,, onorându-l pe astronomul grec Aristillus din Samos.
Craterul a fost observat, pentru prima oară, în 1645, de Johannes Hevelius.

## Cratere satelite
Craterele zise satelite sunt mici cratere situate în apropierea craterului principal; ele sunt denumite la fel, însă însoțite de o literă majusculă complementară (chiar dacă formarea acestor cratere este independentă de formarea craterului principal). Prin convenție, aceste caracteristici sunt indicate pe hărțile lunare așezând litera pe punctul cel mai apropiat de craterul principal.  
| Aristillus | Latitudine | Longitudine | Diametru |
| ---------- | ---------- | ----------- | -------- |
| A          | 33,6° N    | 4,5° E      | 5 km     |
| B          | 34,8° N    | 1,9° W      | 8 km     |